# The Green Inferno
Pour les articles homonymes, voir Inferno.
Pour plus de détails, voir Fiche technique et Distribution.
The Green Inferno (La Forêt infernale au Québec) est un film d'horreur américano-chilien écrit, produit et réalisé par Eli Roth, sorti en 2013.
Ce film est un hommage aux films de cannibales italiens des années 1970-1980, notamment Le Dernier Monde cannibale (1978), Cannibal Holocaust (1980) et Cannibal Ferox (1981).

## Synopsis
Justine (Lorenza Izzo), étudie à New York à l'université Columbia, et est la fille d'un riche avocat travaillant aux Nations unies. Elle a remarqué Alejandro (Ariel Levy), chef d'un petit groupe de militants sur le campus, qui rêve d'accomplir quelque chose de grand, quelque chose qui durera après ses études.
Il invite son groupe à le suivre jusqu'au Pérou, pour arrêter une compagnie pétrolière qui est sur le point d'exterminer une tribu d'indigènes. Elle cherche en effet à obtenir les droits du terrain sur lequel vit la tribu, afin de le déboiser. 
Justine n'est pas sûre de s'intéresser réellement à la protection de la forêt, mais elle veut se rapprocher d'Alejandro et pense que l'aventure ne sera pas particulièrement périlleuse. Elle rencontre les autres membres du groupe parmi lesquels Jonah (Aaron Burns), Daniel (Nicolas Martinez), Amy (Kirby Bliss Blanton), Samantha (Magda Apanowicz), Lars (Daryl Sabara), Kara (Ignacia Allamand) et quatre autres étudiants.
Une fois sur place, malgré des tensions, la mission est un succès. Mais sur le trajet du retour leur avion de fortune s'écrase en pleine forêt. Les survivants vont être confrontés aux dangers de l'Amazonie mais surtout à la tribu qu'ils tentaient de protéger, qui s'avère être cannibale.

## Fiche technique
Sauf indication contraire, les informations mentionnées dans cette section peuvent être confirmées par la base de données cinématographiques IMDb,  présente dans la section « Liens externes ».
- Titre original : The Green Inferno
- Réalisation : Eli Roth
- Scénario : Guillermo Amoedo et Eli Roth, avec la participation non créditée de Nicolás López
- Direction artistique : Nicholas Tong
- Décors : Nicholas Tong et Armann Ortega
- Costumes : Elisa Hormazabal
- Photographie : Antonio Quercia
- Son : Mauricio Molina
- Montage : Camilo Campi
- Musique : Manuel Riveiro
- Production : Miguel Asensio, Molly Conners, Nicolás López, Eli Roth et Christopher Woodrow
- Sociétés de production : Dragonfly Entertainment, Sobras.com Producciones et Worldview Entertainment
- Société de distribution : Exclusive Media Group et BH Tilt
- Pays de production : États-Unis, Chili
- Langues originales : anglais, espagnol
- Format : couleur - 2.35 : 1 - Dolby numérique - 35 mm
- Genre : horreur, thriller, cannibal movie
- Durée : 100 minutes
- Dates de sortie[2] :
  - Canada : 8 septembre 2013 (festival international du film de Toronto 2013)
  - États-Unis : 3 novembre 2013 (avant-première à New York)
  - Chili : 16 octobre 2014
  - États-Unis : 25 septembre 2015
  - France : 16 octobre 2015 (sortie en VàD / e-cinéma[3])
- Interdit aux moins de 16 ans lors de sa sortie en France

## Distribution
- Lorenza Izzo (VF : Jessica Monceau) : Justine
- Ariel Levy (VF : Benjamin Penamaria) : Alejandro
- Aaron Burns (VF : Jean-Michel Vaubien) : Jonah
- Daryl Sabara (VF : Fabrice Trojani) : Lars
- Kirby Bliss Blanton (VF : Nadine Girard) : Amy
- Nicolás Martínez : Daniel
- Magda Apanowicz (VF : Aurore Bonjour) : Samantha
- Ignacia Allamand (VF : Anne-Charlotte Piau) : Kara
- Sky Ferreira (VF : Camille Donda) : Kaycee
- Richard Burgi (V.F. : Bernard Lanneau) : Charles, le père de Justine
- Ramon Llao : Le guerrier chauve de la tribu
- Matias Lopez (V.F. : Emmanuel Garijo) : Carlos Lincones
- Eusebio Arenas : Scott
- Antonieta Pari : le chef de la tribu

## Distinctions

### Nominations et sélections
- AFI Fest 2013
- Festival international du film de Toronto 2013 : sélection « Midnight Madness »